# 石田陸
石田 陸（いしだ りく、2000年4月27日 - ）は、北海道釧路市出身のプロアイスホッケー選手。ポジションはディフェンス。アルプス・ホッケー・リーグのHCメラーノに所属。

## 経歴
武修館高等学校から東洋大学に進学。

### 東北フリーブレイズ時代
2023年6月6日にアジアリーグアイスホッケーの東北フリーブレイズに入団。
2023年-24年シーズンはシーズン中の2023年10月31日に11月に苫小牧市にて実施されたアイスホッケー男子日本代表の国内合宿の参加メンバーに選出された。また、12月に開催された第91回全日本アイスホッケー選手権大会にも参加。フリーブレイズは決勝でH.C.栃木日光アイスバックスに敗れたが、石田は大会最優秀新人を受賞した。2024年1月16日に苫小牧市のnepiaアイスアリーナと安平町の安平町スポーツセンターにて実施されたアイスホッケー男子日本代表の国内合宿の参加メンバーに選出された。1月29日にハンガリーのブダペストで開催されたミラノ・コルティナダンペッツォオリンピックの3次予選と事前合宿の参加メンバーに選出された。アジアリーグのシーズン終了後の3月26日にはアジアリーグの新人賞を受賞した。　
オフの2024年4月8日に安平町の安平町スポーツセンターで開催されたアイスホッケー男子日本代表の選考合宿に参加するメンバーに選出された。4月16日にイタリアのボルツァーノで開催された2024 IIHF 男子世界選手権 ディビジョンI グループAの日本代表に選出された。5月8日に契約期間満了によりフリーブレイズを退団した。

### イタリア時代
2024年6月にアルプス・ホッケー・リーグのHCメラーノに入団。
シーズン開幕前の7月1日に苫小牧市のnepiaアイスアリーナでのアイスホッケー男子日本代表の代表選考合宿に招集された。8月1日にデンマークのオールボーで開催されるミラノ・コルティナダンペッツォオリンピックの最終予選と事前合宿の日本代表に選出された。

## 人物
EAスポーツのNHLが好きでゲーム内で自分自身のキャラクターを作成したり、自分とは違うスタイルでプレーしたりして遊んでいる。

## 詳細情報

### 表彰
アジアリーグアイスホッケー
- 新人賞（2023-24）

全日本アイスホッケー選手権大会
- 新人賞（2023年）

### 背番号
- 8（2023-24）

### 代表歴
- 2016-17 U18世界選手権日本代表
- 2017-18 U18世界選手権日本代表
- 2018-19 U20世界選手権日本代表
- 2019-20 U20世界選手権日本代表
- 2021-22 世界選手権男子日本代表
- 2022-23 ユニバーシアード冬季大会日本代表
- 2022-23 世界選手権男子日本代表
- 2026年ミラノ・コルティナダンペッツォオリンピック3次予選日本代表（2024年）
- 2024 IIHF 男子世界選手権 ディビジョンI グループA 日本代表
- 2026年ミラノ・コルティナダンペッツォオリンピック最終予選日本代表（2024年）